# Siegfried Höchst
Siegfried Höchst (* 26. Juli 1939 in Neu Trakehnen, Ostpreußen; † vermutlich 13. Dezember 1991 in Berlin, genaues Todesdatum unbekannt) war ein deutscher Schauspieler und Regisseur.

## Leben

### Kindheit und Studium
Höchst wurde als jüngstes von drei Kindern einer Landarbeiterfamilie geboren. Der Vater fiel im Zweiten Weltkrieg an der Ostfront. Die Familie flüchtete im Winter 1944 aus Ostpreußen und gelangte nach Tannenbergsthal im Vogtland.
Mit dem Aufbau der DDR engagierte sich Höchst in der SED und war für drei Jahre in der Nationalen Volksarmee. Er begann ein Schauspielstudium an der Staatlichen Schauspielschule Berlin und wurde noch während seines Studiums von der Staatssicherheit auf eine Zusammenarbeit angesprochen, die er vermutlich aus Angst um seine berufliche Karriere einging, denn schon kurze Zeit später versuchte er sich von der Stasi zu distanzieren. Seine Akte wurde schließlich geschlossen, ohne dass Höchst je davon in Kenntnis gesetzt wurde.

### Beruf
Sofort nach Abschluss seines Studiums engagierte ihn Wolfgang Langhoff 1962 als Schauspieler am Deutschen Theater Berlin, wo er jedoch nur zwei Jahre verblieb. Parallel zu seiner Theaterarbeit startete er eine Film- und Fernsehkarriere, die ihn auch einem größeren Publikum bekannt werden ließ. Vor allem die Rolle des Johannes Hörder in Bechers Filmadaption der Winterschlacht machte ihn als Fernsehschauspieler populär. Höchst ging weiter an das Hans Otto Theater Potsdam, wo er zum Protagonisten avancierte und erste Erfahrungen als Regisseur sammelte. 1969 kehrte er an das Deutsche Theater zurück, inszenierte 1971 gemeinsam mit Horst Sagert Dona Rosita bleibt ledig von Federico García Lorca und erlebte damit seinen endgültigen Durchbruch. Neben seiner Theatertätigkeit erhielt Höchst mehrere Lehraufträge an diversen Schauspielschulen.
Es folgten Engagements in Rostock und Schwerin, die jedoch bereits von Höchsts Alkoholkrankheit überschattet wurden. Erfolge und Abstürze wechselten sich ab. Gerhard Meyer, Intendant der Städtischen Theater Karl-Marx-Stadt, griff ein und schickte Höchst auf eine Entziehungskur, um ihn anschließend 1980 als Regisseur und Schauspieler an sein Haus zu verpflichten, wo Höchst große Erfolge in beiden Sparten erzielte. Er inszenierte darauf wieder in Berlin, wo er hochgelobte Regiearbeiten an der Volksbühne und am Maxim-Gorki-Theater präsentierte, doch die Alkoholproblematik nahm erneut überhand. Seine Theaterinszenierungen Optimistische Tragödie (1987) und Schluck und Jau (1989) wurden vom Fernsehen der DDR übernommen und später verfilmt. Nach der friedlichen Revolution in der DDR zog Höchst sich vollkommen aus der Theaterwelt zurück. Er wurde am 13. Dezember 1991 tot in seiner Wohnung aufgefunden, der genaue Todeszeitpunkt blieb ungeklärt.

### Privates
Höchst hat eine Tochter und drei Söhne, darunter der Schauspieler Alexander Höchst (* 1962).

## Auszeichnungen
Höchst erhielt 1971 auf dem Theaterfestival in Venedig den ersten Preis für seine Inszenierung von Lorcas Dona Rosita bleibt ledig. Des Weiteren erhielt er den Goethepreis der Stadt Berlin I. Klasse, den Kritikerpreises der Berliner Zeitung im Jahr 1987 und den Kunstpreis der DDR 1988.

## Filmografie
- 1962: Der Tod des Handlungsreisenden (TV)
- 1963: An französischen Kaminen
- 1963: Es geht nicht ohne Liebe (TV)
- 1965: Jeder hat seine Geschichte (Fernsehfilm)
- 1966: Die Reise nach Sundevit
- 1967: Der Revolver des Corporals
- 1968: Die Toten bleiben jung
- 1969: Im Himmel ist doch Jahrmarkt
- 1983: Olle Henry
- 1984: Kaskade rückwärts
- 1985: Die Frau und der Fremde
- 1986: Drost
- 1987: Optimistische Tragödie (TV) – als Regisseur
- 1989: Schluck und Jau (TV) – als Regisseur
- 1992: Miraculi

## Theater

### Regie
- 1972: Lorca: Dona Rosita bleibt ledig oder Die Sprache der Blumen  (Deutsches Theater Berlin)
- 1981: Peter Ensikat/Wolfgang Schaller: Bürger schützt eure Anlagen (Kabarett Obelisk Potsdam)
- 1982: Karl von Holtei: Ein Achtel vom großen Loose (Das Ei in der Brüderstraße 13 Berlin)
- 1984: Gerhart Hauptmann: Schluck und Jau – Regie mit Gert Hof (Volksbühne Berlin)
- 1985:  Wsewolod Wischnewski: Optimistische Tragödie – Regie mit Gert Hof (Volksbühne Berlin)
- 1986: Franz Xaver Kroetz: Mensch Meier (Volksbühne Berlin)
- 1987: Michail Bulgakow: Der Meister und Margarita (Volksbühne Berlin)
- 1988: Gotthold Ephraim Lessing: Minna von Barnhelm (Maxim-Gorki-Theater Berlin)
- 1989: Ulrich Plenzdorf (Nach Tschingis Aitmatow): Zeit der Wölfe (Volksbühne Berlin)
- 1989: William Shakespeare: Hamlet (Volksbühne Berlin)

### Schauspieler
- 1963: Sean O’Casey: Rote Rosen für mich (Weltverbesserer) – Regie: Ernst Kahler (Deutsches Theater Berlin)
- 1964: Molière: Tartuffe (Damis) – Regie: Benno Besson (Deutsches Theater Berlin – Kammerspiele)
- 1967: William Shakespeare: Richard II. – Regie: Peter Kupke (Hans Otto Theater Potsdam)

## Hörspiele
- 1973: Nikolai Ostrowski: Pawels Lehrjahre (Pawel Kortschagin) – Regie: Andreas Scheinert (Hörspiel – Litera)